# Вземи парите и бягай
„Вземи парите и бягай“ (на английски: Take the Money and Run) e комедия написана и режисирана от Уди Алън, която излиза по екраните през 1969 година. Съсценарист е приятелят на Алън от ученическите години Мики Роуз. Филмът е дебютът на Уди Алън като режисьор, в типичния за първите филми на Алън истеричен и фарсов стил. Първоначално, дебютиращият тогава автор не вярва, че ще му позволят сам да режисира, затова предлага сценария си първо на британския режисьор Вал Гест, а после на Джери Люис. Филмовата компания обаче не е съгласна и така проектът е в застой за известно време. Тогава се появява една нова малка фирма – „Palomar Pictures“, които предлагат на Алън да направи сам филма си, давайки му пълен картбланш при условие, че се вмести в бюджет от един милион долара. Малка роля във филма има втората съпруга на режисьора – Луиз Ласер.

## Сюжет
Стилистично е определен като мокументари – пародийна игрална документалистика. Произведението показва хронологично криминалната биография на Върджил Старкуел (Алън) – нескопосан престъпник на дребно.

## В ролите
| Актьор          | Роля                 |
| --------------- | -------------------- |
| Уди Алън        | Върджил Старкуел     |
| Джанет Марголин | Луиз                 |
| Жаклин Хайд     | госпожа Блеър        |
| Марсел Хилари   | Фриц – режисьор      |
| Лони Чапмън     | Джейк – осъден       |
| Марк Гордън     | Винс                 |
| Жан Мерлин      | Ал – банков обирджия |
| Джеймс Андерсън | пазач на каторжници  |
| Хауърд Сторм    | Фред                 |
| Мъсил Мърфи     | Франк                |
| Миноу Московиц  | Джо Агнета           |
| Нейт Джакобсън  | съдията              |
| Луиз Ласер      | Кей Люис             |

## Награди и номинации
Награди „Лаурел“
- Номинация за най-добро комедийно изпълнение за Уди Алън
- Номинация за най-добър дебют за Уди Алън

Награди на гилдията на американските писатели
- Номинация за най-добър оригинален сценарий за Уди Алън